# 미야코 제도

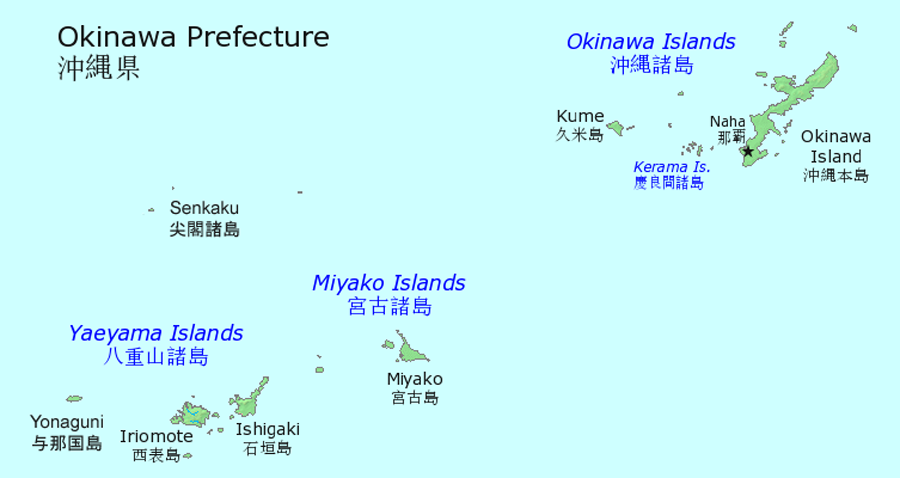
오키나와 현의 섬의 위치

미야코 제도(일본어: 宮古列島)는 난세이 제도 서부, 사키시마 제도의 동부에 있는 크고 작은 섬들을 말한다. 미야코 열도, 미야코 군도라고도 한다.
행정구분으로는 오키나와현 미야코지마시, 미야코군 다라마촌의 1시 1촌에 속한다.
- 미야코섬
- 이케마섬- 오가미섬
- 이라부섬- 시모지섬
- 구리마섬
- 다라마섬 - 민나섬

## 같이 보기
- 미야코 지청
- 야에야마 제도
- 야에야마 지진
- 미야코지마시